# Плужине
Плу́жине (черног. Плужине) — город на северо-западе Черногории, административный центр муниципалитета. Население — 1343 жителей (2011). Муниципалитет граничит с Боснией и Герцеговиной, а также муниципалитетами Никшич, Жабляк и Шавник в Черногории.

## История
Территория муниципалитета, известная как Пива была заселена очень давно. В пещере Одмут, в двух километрах вниз по течению от Плужине, были найдены различные объекты используемые для охоты и труда, что регион уже был заселён около 10 000 лет назад. Она была затоплена в результате строительства плотины на Пиве.
В X веке Пива стала частью государства Зета. Регион был под владычеством сербской династии Неманичей до распада империи Душана. В XIV веке регион принадлежал Николе Альтомановичу и боснийскому королю Твртко I. В XV веке под властью герцога Стефана Вукшича. Стефан Вукшич основал два укреплённых города в Пиве: Сокоград недалеко от Сцепан Полье и Табаград около существующей деревни Стабна. Стены этих городов до сих пор стоят в муниципалитете Плужине.
С 1465 по 1877 год Пива была частью Османской империи. Большинство современного населения региона — потомки людей, переселившихся сюда из южных частей Зеты, после прихода турок. Регион был центром постоянных восстаний против власти турок, начавшихся с восстания графа Грдана и вплоть до полного освобождения от Турецкого владычества в 1877 году. Начиная с XVII века многие переселились в прибрежные районы. Крупнейшее восстание против турок произошло в 1875 году, под руководством Лазаря Сочицы (будущий граф Пивы), после этого восстания по результатам Берлинского конгресса Пива стала частью княжества Черногории.
В 1975 году, во время строительства ГЭС «Пива», старый город попал под затопление и был перенесён на современное место.

## Население
Плужине — центр одноимённого муниципалитета, который в 2003 году насчитывал 4272 жителей. В самом городе проживало 1494 человека.
Население Плужине:
- по переписи 1981—730 человек
- по переписи 1991—1453 человек
- по переписи 2003—1494 человек
- По предварительным данным переписи 2011 года — 1341 человек

Национальный состав:
| Национальность            | Число (2003) | Процент (2003) | Число (2011) | Процент (2011) |
| ------------------------- | ------------ | -------------- | ------------ | -------------- |
| Сербы                     | 955          | 63.92 %        | 815          | 60.78 %        |
| Черногорцы                | 445          | 26.79 %        | 426          | 31.77 %        |
| Югославы                  | 4            | 0.27 %         | 0            | 0.0 %          |
| Другие                    | 4            | 0.27 %         | 4            | 0.3 %          |
| Не назвали национальности | 86           | 5.75 %         | 96           | 7.15 %         |
| Всего                     | 1494         | 100 %          | 1341         | 100 %          |

## Достопримечательности
Пивский Монастырь, построенный в период с 1573 по 1586 года у истоков реки Пивы. Во время строительства ГЭС «Пива» территория монастыря попала под затопление и он был полностью перемещён на новое место в Синьяк.
Церковь святого Иоанна в Заграде — построенная в 15 веке, во время правления Стефана Вукшича, находится в Шчепан Поле. Это одна из самых больших и красивых церквей, построенных представителями династии Косачей.
ГЭС «Пива» — Плотина арочного типа.

## Транспорт
Через город проходит магистраль Подгорица — Никшич — Фоча (Республика Сербская).